# Kasper Lunding
Kasper Lunding Jakobsen (* 17. Juli 1999) ist ein dänischer Fußballspieler. Er spielt in seiner Heimat beim Drittligisten Aarhus Fremad.

## Karriere

### Verein
Kasper Lunding begann mit dem Fußballspielen in der Peripherie von Aarhus beim Vejlby-Risskov Boldklub, dem er im Alter von sechs Jahren beitrat. Als er elf Jahre alt war, debütierte er in der zweiten Mannschaft des Vereins und mit zwölf Jahren entschied er sich, nachdem er die Wahl zwischen dem Fußballsport und dem Handball hatte, für den Fußball. Vejlby-Risskov Boldklub ist ein Partnerverein von Aarhus GF und so wechselte Lunding im Alter von 13 Jahren in den Nachwuchs der Aarhuser. Seinen ersten Ungdomskoskontrakt (übersetzt „Jugendvertrag“) unterschrieb er im Alter von 15 Jahren. Im Januar 2017 erhielt Kasper Lunding schließlich einen Dreijahresvertrag und debütierte am 29. August 2017 im Alter von 18 Jahren beim 4:1-Auswärtssieg in der ersten Runde des dänischen Pokals im Stadtduell gegen VSK Aarhus für die erste Mannschaft von Aarhus GF. Sein Debüt in der Superligæn, der höchsten dänischen Spielklasse, folgte am 8. Februar 2019 im Alter von 19 Jahren, als Lunding beim 2:0-Heimsieg gegen Esbjerg fB eingesetzt wurde. Im Sommer 2020 wurde er nach Norwegen an Odds BK verliehen. In der ersten norwegischen Liga, der Eliteserien, konnte er sich einen Stammplatz erkämpfen und erreichte mit Odds BK den dritten Platz. 
Bereits im Oktober 2020 wurde der Däne an Heracles Almelo aus der niederländischen Eredivisie verkauft. Beim Verein aus der Region Twente in der Provinz Overijssel unterschrieb Kasper Lunding einen Dreijahresvertrag mit einer Option auf eine Verlängerung um ein weiteres Jahr. Im Januar 2023 wechselte Lunding zum norwegischen Erstligisten Aalesunds FK. Von dort wurde er im September desselben Jahres in die dänische zweite Liga zu Vendsyssel FF transferiert, bevor er im Sommer 2024 zu Aarhus Fremad wechselte.

### Nationalmannschaft
Kasper Lunding absolvierte von 2014 bis 2015 sechs Freundschaftsspiele für die dänische U16-Nationalmannschaft. 2015 folgten drei Einsätze in Testspielen für die U17-Auswahl. Von 2016 bis 2017 lief er für die dänischen U18-Junioren auf und absolvierte dabei vier Testspiele. Von 2017 bis 2018 kam Lunding in vier Freundschaftsspielen für die dänische U19-Nationalelf zum Einsatz.